# 揚一世 (奧斯威辛)
揚一世（波蘭語：Jan I Scholastyk，約1309年—1372年9月），奧斯威辛公爵，瓦迪斯瓦夫一世的獨子，1324年至1372年在位，死後由兒子揚二世繼位。

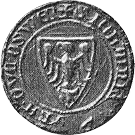
揚一世的印章